# Ketil Motzfeldt

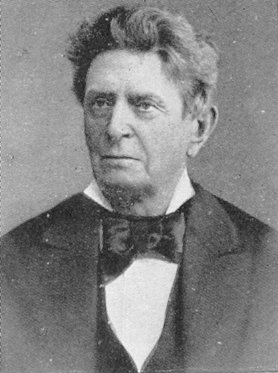
Ketil Motzfeld

Ketil Johnsen Melsted Motzfeldt (* 10. August 1814 in Bergen; † 17. November 1889 in Christiania) war ein norwegischer Marineoffizier und Politiker.

## Familie
Motzfeldts Eltern waren der Staatsrat Peter Motzfeldt (1777–1854) und dessen Frau Ernesta Birgitte Margrethe Stenersen (1789–1848).
Am 14. August 1860 heiratete er Hedvig Susanne Amalie Rosenvinge (* 24. Juni 1840; † 21. März 1903), die Tochter des Gutsbesitzers Eiler Schøller Rosenvinge (1813–1849) und seiner Frau Thale Abel Kjerstine Motzfeldt (1814–1847), seiner Kusine. Er war der Bruder von Ulrik Anton Motzfeldt (1807–1865) und Vetter seines Schwagers Christian Birch-Reichenwald (1814–91).

## Beruflicher Werdegang
Motzfeldt wurde 1826 Seekadett in Frederikshavn und 1832 Seeoffizier. Bis 1841 war er Unterleutnant in der Marine, dann Oberleutnant, bis er 1852 die Marine verließ. Als Offizier war er für die Ausrüstung der Kriegsschiffe an der Hauptwerft der Marine zuständig. 1852 wurde er im Innendepartement „Expeditionssekretär“. Ein Jahr später verließ er das Amt, um als Stortingsabgeordneter wählbar zu werden. 1854 wurde er auf Empfehlung Anton Martin Schweigaards für Christiania in das Storting gewählt. Er repräsentierte Christiania 1854, 1857, im außerordentlichen Storting von 1858 und 1859–1860. 1857–1860 war er auch Generalpostdirektor, der einzige, der dieses Amt innehatte. Johan Sverdrup versuchte vergeblich, die Wahl zum Storting für ungültig erklären zu lassen, weil das Amt des Generalpostdirektors nicht regierungsunabhängig sei.
Seine bedeutendste Leistung war die Regelung der Fischereiinteressen in Nordnorwegen in den 50er Jahren des 19. Jahrhunderts. Dort waren die Fischer von den Eigentümern der Fischereiplätzen abhängig, so dass sie fast zu Leibeigenen geworden waren. Motzfeldt trat für die Freiheit des Meeres und des Fischfangs ein. Er brachte einen entsprechenden Antrag ins Storting ein und ließ sich für 1858 und 1859 als Direktor der Fischereiaufsicht einsetzen, als das Gesetz verkündet war.
Mit 46 Jahren zog Motzfeldt nach Rødøy und heiratete die 26 Jahre jüngere Verwandte. 1860 zog er nach Stockholm, wo er zum norwegischen Staatsrat ernannt wurde. Motzfeld kam zusammen mit seinem Vetter und Schwager Birch-Reichenwald in die Regierung. Diese beiden spielten eine entscheidende Rolle im Statthalterstreit. In diesem Streit ging es darum, das Amt des Statthalters in Norwegen abzuschaffen, um die Gleichstellung Norwegens mit Schweden in der norwegisch-schwedischen Union herzustellen. Das Storting hatte im Vertrauen auf eine entsprechende Zusage König Karls bei seiner Thronbesteigung einstimmig den Abschaffungsbeschluss gefasst. Der König konnte aber seine Zusage wegen der Proteste im schwedischen Reichstag nicht einlösen. Darauf verabschiedete die Regierung eine von Christian Birch-Reichenwald im Wesentlichen formulierte Protestnote, die Präsident Georg Sibbern in dieser scharfen Form dem König nicht vortragen wollte. Es kam zur Regierungskrise und -umbildung. Der neue Chef der Regierung Frederik Stang hatte eine Abschwächung durchgesetzt. Der König war gleichwohl empört. Christian Birch-Reichenwald, Ketil Motzfeldt und der Erste Staatsrat Hans Christian Petersen mussten zurücktreten. Der König setzte eine Übergangsregierung unter Sibbern ein. Die Folge war eine unversöhnliche Gegnerschaft innerhalb der Konservativen zwischen Birch-Reichenwald und Ketil Motzfeldt auf der einen Seite und Frederik Stang und Sibbern auf der anderen. Die allgemeine Meinung war, dass Hofintrigen, des Königs Wankelmütigkeit und die Arroganz der Schweden es Motzfeld mit seinem ausgeprägten Nationalgefühl unmöglich machten, Ratgeber des Königs in der Regierung zu sein. Die Gegnerschaft führte zu einer Spaltung der Konservativen.
Motzfeld zog sich vorübergehend aus der Politik nach seinem Hof Vestmanrød in Borre, heute Ortsteil von Horten zurück. 1870–1885 war er zum Stortingsdelegierten für Jarlsberg (heute Teil von Tønsberg) und Laurvig gewählt. Diese Funktion hatte er von 1870 bis 1885 inne. Er schloss sich den Abgeordneten an, die später die rechte Partei Høyre gründeten, lehnte aber selbst das Parteiwesen in der Demokratie ab.
Als zum zweiten Mal ins Storting entsandt wurde, war dies zum großen Teil der Unterstützung von außen zu verdanken, zum Beispiel von Bjørnstjerne Bjørnson. Im letzten Jahr seiner Abgeordnetentätigkeit 1858 hielt sich Motzfeldt zurück und war relativ loyal gegenüber den Konservativen. In den letzten Lebensjahren befasste er sich dann mit der Herausgabe der Erinnerungen seines Vaters Peter Motzfeldt Breve og optegnelser (1888). Die etwas gekürzten Dagbøger 1854-89, die 1908 von seinem Neffen Ernst Motzfeldt herausgegeben wurden, sind eine wichtige zeitgeschichtliche Quelle.

## Würdigung
Ketil Motzfeldt war Individualist und verursachte die Spaltung der Konservativen. Er war nicht in der Lage, für Ausgleich zu sorgen und die Flügels zusammenzuführen. Sein größtes Verdienst war die Neuregelung der Fischereirechte in Nordnorwegen. Er war ein kundiger und erfolgreicher Vertreter für Jarlsberg und Laurvik. Aber in Christiania war er inmitten der Juristen ohne Rückhalt. Lange unverheiratet und in einer kleinen Mietwohnung war er politisch isoliert. Auch waren ihm Parteibildungen zuwider, und er verachtete den Parlamentarismus. Obgleich er keineswegs schwedenfeindlich war, so fürchtete er doch dauernd, dass Norwegen vom stärkeren Nachbarn einverleibt würde. Sein familiärer Hintergrund war mehr dänisch-norwegisch geprägt.

## Ehrungen
1857 erhielt Motzfeldt den St. Olavs-Orden und 1860 dessen Kommandeurskreuz. Er war auch Kommandeur des schwedischen Nordstjärneordens und Ritter des Dannebrogordens.